# Francisco Gavidia
Francisco Antonio Gavidia Guandique (San Miguel, 29 de desembre de 1863 - San Salvador, 22 de setembre de 1955) va ser un escriptor, educador, historiador, politòleg, orador, traductor i periodista salvadorenc. La seva vasta obra va assolir dimensions enciclopèdiques, i se'l coneix per ésser l'orientador de Rubén Darío per adaptar el vers alexandrí a la mètrica castellana a més a més de fer incursions en el conte, poesia, teatre, i assaigs.

## Biografia
Fill de Francisco Antonio Gavidia i d'Eloisa Guandique de Gavidia, va néixer al municipi de Cacahuatique, avui Ciudad Barrios, departament de San Miguel, El Salvador. A causa de l'extraviament de la partida de naixement original, hi va haver un debat sobre l'any del seu naixement. D'acord amb Hugo Lindo, l'any de 1865 es va escollir perquè existien indicis que suportaven aquesta teoria, però existeixen d'altres dades que acosten l'any 1863. De fet, d'acord amb un Decret de l'Assemblea Legislativa de la República d'El Salvador, es reconeix aquesta última com la data del seu naixement.
A causa de la mort de la seva mare, quan comptava amb 8 anys, Francisco Gavidia es va traslladar a la finca del seu pare situada al nord del departament de San Miguel, a l'actual municipi de Ciudad Barrios. El 1880 va obtenir el grau de batxiller en Ciències i Lletres, i després es va traslladar a San Salvador on va ingressar a la Facultat de Jurisprudència de la Universitat d'El Salvador. Tanmateix, va deixar la carrera després d'un any, per convertir-se en un autodidacte. Des de 1882, va ser membre del grup literari La Juventud, i ja aleshores mostrava un fort interès pels versos francesos. Va ser en aquell mateix any, d'acord amb nombroses fonts, que va conèixer Rubén Darío. Tots dos van desenvolupar una forta amistat fins al punt que el 1890, Gavidia va ser padrí de noces de Darío.
Un sens fi de llibres en espanyol i francès van passar per les seves mans. A fi de recuperar-se de la malaltia provocada per l'excès de feina i el cansament mental producte de la seva intensa activitat intel·lectual, va ser enviat a París per ordre del president Rafael Zaldívar. Gavidia posseïa un ampli patrimoni cultural i s'esmenta que dominava a la perfecció el alemany, francès, anglès, italià, portuguès, hebreu, llatí i el grec, a més a més del maia-quiché, llengua per a la que va arribar a desenvolupar una gramàtica a fi de popularitzar l'idioma. Va desenvolupar també una llengua, nomenada «Salvador», que cercava s'universalitzés, però va rebre molt poc suport per part dels intel·lectuals de la seva època, malgrat tot, Gavidia va publicar alguns poemes en «Llengua Salvador», entre els que es destaquen Los Argonautas i A Marconi.
L'any 1887 va contreure matrimoni amb la filla del periodista Carlos Bonilla. Un any més tard, va fundar el diari El semanario noticioso, que sortia cada dijous, així com l'Acadèmia de Ciències i Belles Arts de San Salvador. Després de l'enderrocament del general Francisco Menéndez, Gavidia es va exiliar del país, i va continuar la seva activitat periodística a Costa Rica, on va ser director de La Prensa Libre entre 1891 i 1892; i posteriorment a Guatemala va treballar com cor-redactor de El bien público de la ciutat de Quetzaltenango.
Quan va retornar a El Salvador, va exercir com a redactor del Diario Oficial de El Salvador (1894), Director d'Educació Pública Primària (1896), i Ministre d'Instrucció Pública (1898). El 1895 va fundar el Partit Parlamentarista, i també es va exercir com a catedràtic de l'Escola Normal de Senyoretes, de l'Institut Nacional de Barons, i la Universitat d' El Salvador. El 1904 va fundar la revista Los Andes, de la que només van arribar a veure's quatre números.
De 1906 a 1919, va ocupar el càrrec de Director titular de la Biblioteca Nacional. El 1912, es va convertir en membre de l'Ateneo de El Salvador. El govern salvadorenc va declarar Francisco Gavidia com «salvadorenc meritíssim» el 1933, i el 1939 la ciutat de San Miguel li va retre un homenatge que va incloure el bateig amb el seu nom del teatre de la ciutat.

## Obres escollides
- Poesía (cuadern poètic, 1877).
- Versos (poesia, 1884).
- Ursino (teatre, 1887).
- Júpiter (teatre, 1895).
- El encomendero' y otros cuentos (1901)
- Estudio y resumen del Discurso sobre el método de Descartes, (1901).
- Tradiciones (sobre l'obra homónima de Ricardo Palma, 1901).
- Conde de San Salvador o el Dios de Las Casas (novel·la, 1901).
- 1814 (assaigs, 1905).
- Obras (tomo I, 1913).
- Historia moderna de El Salvador (dos tomos, 1917 y 1918).
- Cancionero del Siglo XIX (¿1929-1930?).
- Cuentos y narraciones (1931).
- Héspero (teatre, 1931).
- Discursos, estudios y conferencias (1941).
- La princesa Citalá (teatre, 1946).
- Cuento de marinos (1947).
- Sóteer o Tierra de preseas (1949).